# NGC 7479

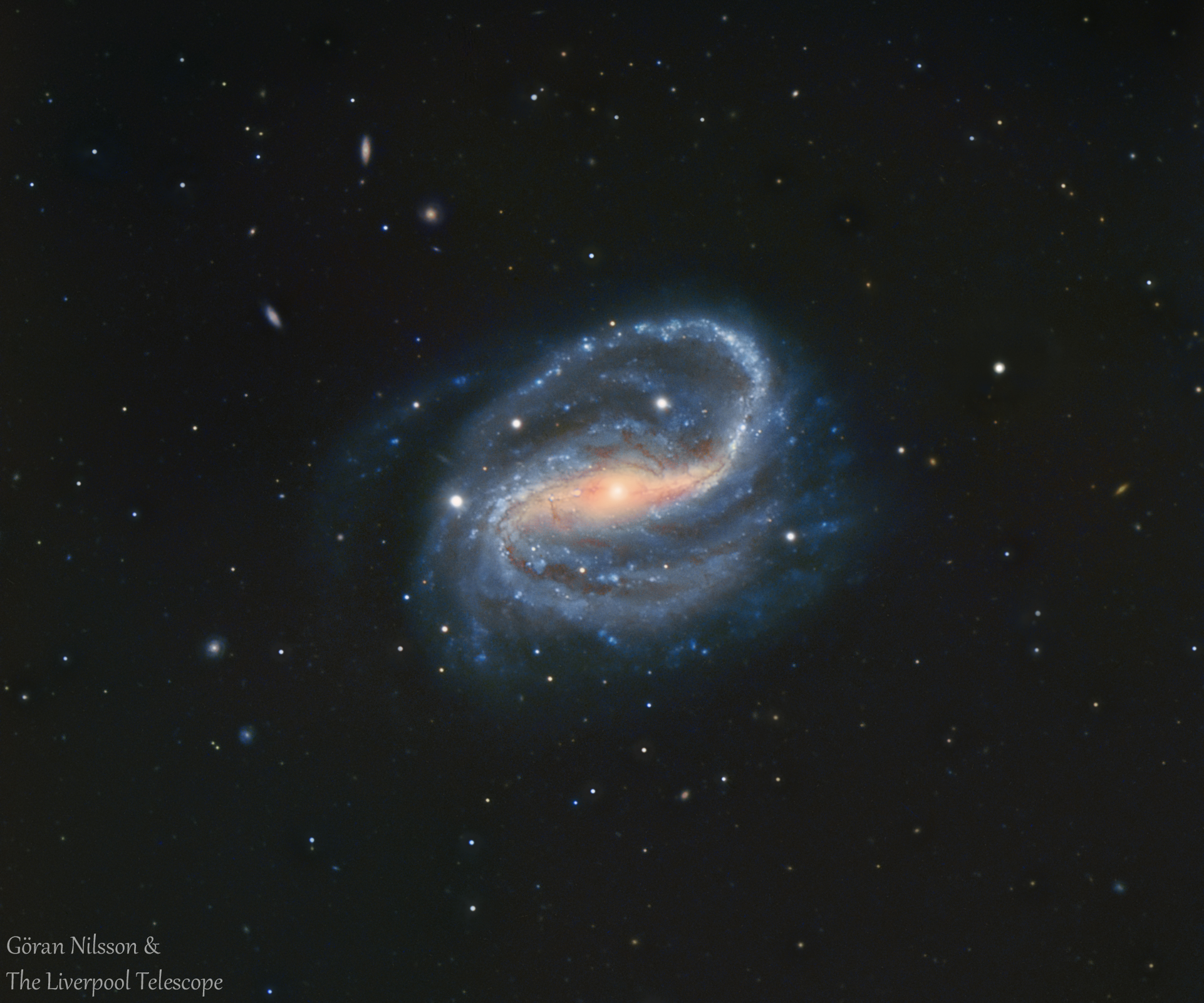
صورة المجرة 7479 من تليسكوب ليفربول

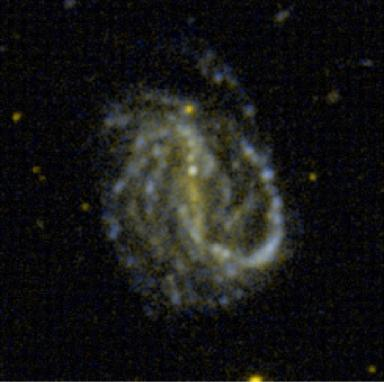
صورة المجرة 7479 من ناسا

في الفهرس العام الجديدNGC 7479 المعروفة أيضا باسم  كالدويل 44  هو مجرة دوامة قطرها حوالي 105 مليون سنة ضوئية في كوكبة بيغاسوس. تم اكتشافه من قبل العالم ويليام هيرشيل في عام 1784.

## وصلات خارجية
- NGC 7479 على موقع ويكي سكاي: DSS2, SDSS, GALEX, IRAS, Hydrogen α, X-Ray, Astrophoto, Sky Map, Articles and images